# Вулиця Дмитра Луценка
Ву́лиця Дмитра́ Луце́нка — вулиця в Голосіївському районі міста Києва, житловий масив Теремки-ІІ. Пролягає від вулиць Докії Гуменної і Степана Рудницького до вулиці Композитора Лятошинського та Кільцевої дороги.
Прилучається Садова вулиця.

## Історія
Вулиця запроєктована в 1970-ті роки під назвою 5-та Нова. З 1977 року набула назву вулиця Крейсера «Аврора». Основна забудова вулиці велась у 1979—1981 роках. 
Сучасна назва на пошану українського поета Дмитра Луценка — з 2010 року.
З 2014 по 2017 з парного боку споруджено житловий комплекс «Британський квартал».